# Gostinari
Gostinari é uma comuna romena localizada no distrito de Giurgiu, na região de Muntênia. A comuna possui uma área de 36.02 km² e sua população era de 2534 habitantes segundo o censo de 2007.